# Строков, Александр Данилович
Александр Данилович Строков (1923 — 13 января 1943, Урывский сельсовет, Воронежская область) — участник Великой Отечественной войны, пулемётчик 81-го гвардейского стрелкового полка, 25-й гвардейской стрелковой дивизии, 40-й армии Воронежского фронта, гвардии красноармеец. Закрыл своим телом амбразуру пулемёта.
По другим данным, умер от ран в эвакогоспитале № 3976 в городе Кургане 24 февраля 1943 (по документам 1942) года.

## Биография
Александр Данилович Строков родился в 1923 году, по некоторым сведениям в Воронежской губернии.
До войны проживал в селе Ивановка Ивановского сельсовета Гремяченского района Воронежской области, ныне село входит в Гремяченское сельское поселение Хохольского района Воронежской области.
В 1941 году был направлен в школу связистов, которая располагалась в г. Воронеже в районе Чижовка. В ней он проучился до мая 1942 года.
Призван в Рабоче-крестьянскую Красную Армию в 1942 году.
На январь 1943 года был вторым номером пулемётного расчёта пулемётной роты 81-го гвардейского стрелкового полка 25-й гвардейской стрелковой дивизии. Позиции 81-го гвардейского стрелкового полка находились западнее села Селявное Селявинского сельсовета Давыдовского района Воронежской области (20 ноября 1962 год, при вхождении Давыдовского района в состав Лискинского, село Селявное переименовано в Селявное 2-е, что бы отличать от Селявного, близ Лисок); ныне снова называется село Селявное, входит в состав Старохворостанского сельского поселения Лискинского района Воронежской области.
В начале января 1943 года 25-я гвардейская стрелковая дивизия начала готовить наступление со Сторожевского плацдарма, созданного в августе 1942 года. В 11:00 12 января 1943 года советская артиллерия (в том числе два дивизиона 122-мм гаубиц М-30) открыла огонь по сильно укреплённому району обороны противника в Ореховой роще, расположенной между сёлами Селявное и Урыв-Покровка Урывского сельсовета Коротоякского района Воронежской области, ныне село — административный центр Урывского сельского поселения Острогожского района Воронежской области. Там были части венгерского 4-го пехотного полка и германского 429-го пехотного полка. В 12:00 81-й гвардейский стрелковый полк при поддержке взвода танков КВ атаковал Ореховую рощу, а артиллерия перенесла огонь в глубину вражеской обороны. К вечеру 81-й гвардейский стрелковый полк вышел на западную опушку Ореховой рощи.
13 января 1943 года началась Острогожско-Россошанская операция. С утра из Ореховой рощи перешла в наступление 25-я гвардейская стрелковая дивизия при поддержке 116-й танковой бригады. Противник оказывал упорное сопротивление, все западные и юго-западные скаты высоты 185,6 (расположена севернее Ореховой рощи) были изрыты траншеями, а перед ними установлена проволока и мины. Далее, за глубоким оврагом пред хутором Довгалевка (Ново-Успенка) была вторая линия обороны противника, построенная летом 1942 года. В течение дня, преодолевая упорное сопротивление противника советские войска дошли только до оврага.
Наступлению препятствовал огонь пулемёта из двухамбразурного дзота, расположенного на высоте. А.Д. Строков, являясь вторым номером пулемётного расчёта, вместе с первым номером, сержантом Иваном Гавриловичем Войлоковым, скрытно подобрались ближе к дзоту, подкатили станковый пулемёт и начали огонь по амбразурам. Один из пулемётов противника прекратил огонь вследствие огня сержанта Войлокова, другой — после разрыва гранаты. Однако после того, как советские подразделения вновь поднялись в атаку, пулемёты снова заработали. Истратив боеприпасы, сержант Войлоков и рядовой Строков закрыли своими телами амбразуры пулемётов. Погибший в бою Иван Гаврилович Войлоков похоронен у села Селявного. 
Ночью советские войска подтянули огневые средства, перевели через овраг танки и, продолжив наступление, к утру 14 января 1943 года освободили Довгалевку и Весёлый хутор, а к 8:00 освободили село Мастюгино. Было взято в плен более 500 чел., 300—350 солдат и офицеров противника погибли в бою.
Из дивизионной газеты «Сталинская гвардия» от 20 января 1943 года: 

«Никогда не забудет Родина славные имена героев-гвардейцев сержанта Войлокова и рядового Строкова, отдавших свои жизни за свободу советского народа. Во время наступления на вражеский рубеж они ползком подобрались к фашистским дзотам и своими телами закрыли амбразуры. Их кровью захлебнулись пулеметы. Гвардейцы ворвались в расположение противника и стали беспощадно уничтожать немецких захватчиков, мстя за гибель товарищей…»
Иную версию приводит доктор исторических наук, профессор Воронежского государственного агроуниверситета С.И. Филоненко: 

«…чтобы вернее поразить расчет вражеского пулемета, находившегося в дзоте, протащили свой „максим“ через проволоку и с расстояния 5-7 метров дали несколько очередей в амбразуру. Расчет немецкого пулемета был перебит, но погиб и И. Г. Войлоков. А. Д. Строков продолжал воевать, был назначен 1-м номером. Командование 78-го гв. сп представило пулеметчика к званию Героя Советского Союза…»
Страков А.Д. (фамилия через «А», нет данных о воинском звании, дате рождения и смерти, инициалы не расшифрованы) упомянут в «Списке захороненных и увековеченных защитников Отечества в братской могиле № 366 на территории Урывского сельского поселения Острогожского района», расположенной в селе Урыв-Покровка от 16 апреля 2014 года.
За подвиг гвардии рядовой Строков награждён не был. В 1966 году в воронежской областной газете появилась статья «Двое закрыли амбразуру», после чего учителем вечерней школы посёлка Вербилки было проведено исследование, материалы которого были направлены в Президиум Верховного Совета СССР, в результате чего И.Г. Войлоков был награждён орденом Отечественной войны I степени, а подвиг рядового Строкова вновь остался без награды.

## Альтернативная версия
По другим данным Александр Данилович Строков родился в 1925 году, проживал в колхозе «Новая жизнь» Ивановского сельсовета Гремяченского района Воронежской области; красноармеец стрелок 1286-го стрелкового полка. 28 января 1942 года поступил в эвакогоспиталь № 3976 эвакопункта 98 (город Курган) из эвакогоспиталя № 1130 (станция Каргаполье, ныне Курганская область), имея осколочное ранение левого коленного сустава, осложнённое гнойным гонитом. Ему была произведена ампутация 1/3 левой голени. Он умер 24 февраля 1942 года от интоксикации и похоронен на городском кладбище города Кургана Челябинской области, ныне город — административный центр Курганской области. Он внесён в Именной список умерших в эвакогоспиталях УралВО от 11 апреля 1942 года № 0646 . В 1975 году было произведено перезахоронение останков умерших воинов из восьми братских могил в одну, расположенную на том же кладбище. С 1985 года вместо кладбища — парк Победы города Кургана Курганской области..
Указанный в документе 1942 год иногда списывают на ошибку при заполнении. Однако номер полка Строкова А.Д. не соответствует обстоятельствам подвига. Дата 1942 год также продублирована в «Карточке учёта раненых и больных», где указано место погребения — город Курган Челябинской области, а 6 февраля 1943 года была образована Курганская область,.

## Память
- Памятник Войлокову и Строкову на месте их последнего боя[5][6]. В мае 2017 года был открыт новый памятник[7]